# Leuckartiara foersteri
Leuckartiara foersteri is een hydroïdpoliep uit de familie Pandeidae. De poliep komt uit het geslacht Leuckartiara. Leuckartiara foersteri werd in 1980 voor het eerst wetenschappelijk beschreven door Arai & Brinckmann-Voss. 